# 共同巴塞罗那
共同巴塞罗那是西班牙加泰罗尼亚自治区巴塞罗那的一个左翼组织。该组织成立于2014年6月。该组织的成立得到我们能、为了加泰罗尼亚倡议绿党、联合与替代左翼、选民进程、生态等党派的支持。该组织的意识形态是地方主义、左翼民粹主义、参与民主。该组织的发言人是阿达·科劳。该组织是共同我们能的成员。该组织还参与组建共同加泰罗尼亚。目前，该组织在巴塞罗那执政，该组织的发言人阿达·科劳任巴塞罗那市长。

## 选举表现
| 巴塞罗那市政選舉 |        |      |       |         |
| 选举年份         | 总票数 | 排名 | %     | 议席数  |
| 2015年           | 176612 | #1   | 25.21 | 11 / 41 |
| 2019年           | 156493 | #2   | 20.74 | 10 / 41 |

## 外部連結
- 官方网站